# Нещадименко, Евгения Миновна
Евгения Миновна Нещадименко (1914—2007) — советская колхозница, Герой Социалистического Труда.

## Биография
Родилась 6 января 1914 года в селе Тиньки Чигиринского района Черкасской области Украины. Окончила церковно-приходскую школу. С пятнадцатилетнего возраста работала в сельском хозяйстве. С 1935 года проживала в селе Антонюки Николаевского района Одесской области Украины, работал в полевой бригаде местного колхоза имени Тараса Шевченко. Во время Великой Отечественной войны находилась в оккупации, а после освобождения вновь работала в том же колхозе звеньевой.
В 1948 году звену Нещадименко удалось получить с каждого из обслуживаемых 20 гектаров по 32,9 центнеров пшеницы.
Указом Президиума Верховного Совета СССР от 15 июля 1949 года за «получение высоких урожаев пшеницы и подсолнечника при выполнении колхозами обязательных поставок и контрактации по всем видам сельскохозяйственной продукции, натуроплаты за работу МТС в 1948 году и обеспеченности семенами всех культур в размере полной потребности для весеннего сева 1949 года» Евгении Нещадименко было присвоено звание Героя Социалистического Труда с вручением ордена Ленина и Золотой медали «Серп и молот».
Избиралась депутатом Верховного Совета Украинской ССР 4-го и 5-го созывов. В 1976 году вышла на пенсию. Скончалась 8 ноября 2007 года.
Также награждена медалями.